# Tholey
Tholey (en francique mosellan sarrois : Tole) est une commune située dans l'arrondissement de Saint-Wendel, dans le Land de Sarre en Allemagne.

## Géographie

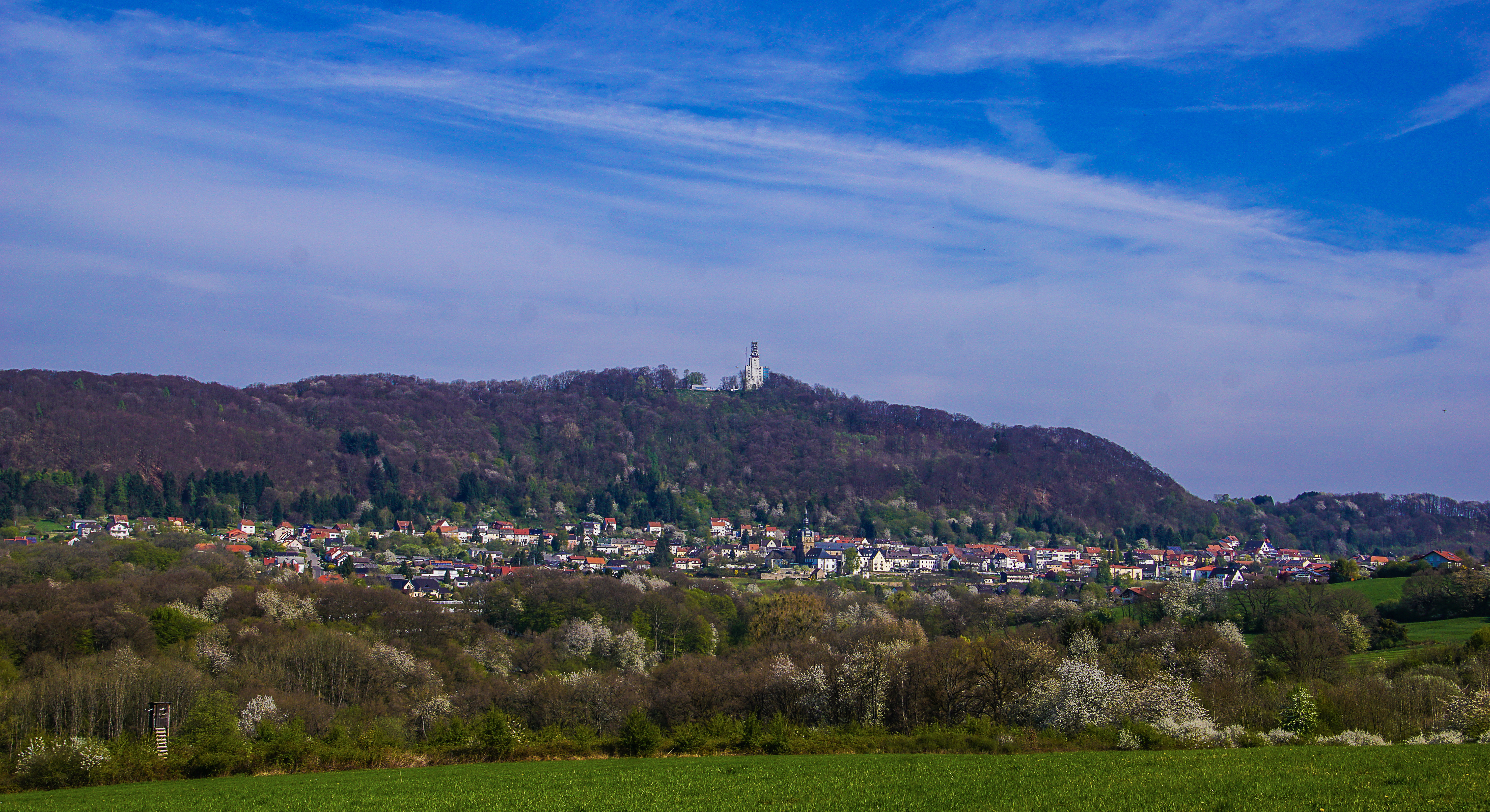
Vue sur Tholey depuis Schaumberg.

La commune est à 10 km à l'ouest de Saint-Wendel et à 30 km au nord de Sarrebruck.

### Quartiers
Bergweiler, Hasborn-Dautweiler, Lindscheid, Neipel, Scheuern, Sotzweiler, Theley, Tholey, Überroth-Niederhofen.

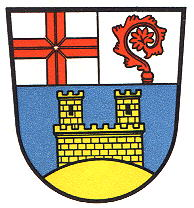
Ancien blason (jusqu'en 1974)

## Monuments
- L'abbaye de Tholey, abbaye bénédictine faisant partie de la congrégation de Beuron au sein de la confédération bénédictine. Elle est vouée à saint Maurice.

## Sport
Tholey dispose de nombreuses installations sportives, dont le Schaumbergstadion, qui accueille la principale équipe de football de la ville, le VfB Theley.

## Personnalités
- Albrecht Meydenbauer, né à Tholey en 1834.

## Jumelage
- Saint-Benoît-sur-Loire (France) depuis 1984